# Лісной Сергій Володимирович
Сергі́й Володи́мирович Лісно́й (нар. 21 листопада 1978, м. Кам'янське, Дніпропетровська область — пом. 14 червня 2014, м. Луганськ, Україна) — український військовослужбовець, десантник, солдат Збройних сил України.

## Життєпис
Сергій Лісной народився в місті Кам'янське (на той час — Дніпродзержинськ) Дніпропетровської області. Закінчив середню школу № 24, продовжив навчання в металургійному коледжі.
У травні 1998 почав працювати слюсарем-ремонтником на Дніпровському металургійному комбінаті, звідти був призваний на строкову військову службу в Збройні Сили України. Після служби повернувся на комбінат.
З 2007 працював у відділі матеріально-технічного забезпечення. Наприкінці 2009 призначений виконуючим обов'язки начальника бюро комплектації. Сергій завжди був душею колективу, вмів об'єднувати людей, в нього було багато друзів і на комбінаті, і у місті.
Активно займався спортом, грав у футбол. Разом з «Прогресом» завоював Кубок 2012 року, приурочений до Дня фізкультури і спорту України; за команду «Управління», зібрану з працівників управління ПАТ «Дніпровський металургійний комбінат», виступав протягом багатьох років; також виступав за міську команду любителів футболу «Дніпро». Брав участь у спартакіадах та змаганнях з легкої атлетики, волейболу, плавання у складі команди «Управління».
У зв'язку з російською збройною агресією проти України навесні 2014 року мобілізований на захист Батьківщини.
Солдат, механік-водій 25-ї Дніпропетровської повітряно-десантної бригади Високомобільних десантних військ ЗС України, в/ч А1126, смт Гвардійське, Дніпропетровська область.

## Обставини загибелі
13 червня 2014 року десантники готувались до відправлення в зону проведення АТО. У ніч на 14 червня трьома військово-транспортними літаками Іл-76 МД з інтервалом у 10 хвилин вони вилетіли в Луганський аеропорт на ротацію особового складу. На борту також була військова техніка, спорядження та продовольство.
14 червня о 0:40 перший літак (бортовий номер 76683), під командуванням полковника Дмитра Мимрикова приземлився в аеропорту.
Другий Іл-76 МД (бортовий номер 76777), під керівництвом командира літака підполковника Олександра Бєлого, на борту якого перебували 9 членів екіпажу 25-ї мелітопольської бригади транспортної авіації та 40 військовослужбовців 25-ї Дніпропетровської окремої повітряно-десантної бригади, о 0:51, під час заходу на посадку (аеродром міста Луганськ), на висоті 700 метрів, був підбитий російськими терористами з переносного зенітно-ракетного комплексу «Ігла». В результаті терористичного акту літак вибухнув у повітрі і врізався у землю поблизу території аеропорту. 49 військовослужбовців, — весь екіпаж літака та особовий склад десанту, — загинули. Третій літак за наказом повернувся в Мелітополь.
|                                                  | Там все було дуже грамотно по-військовому сплановано. Там без Росії не обійшлось. Вогонь вівся з усіх сторін. Це було не на рівні ненавчених бойовиків. Обстріл літака вівся дуже грамотно. Спочатку підсвічували трасером, а потім били. Із ПЗРК неможливо було збити літак, навіть якби боєприпас потрапив у двигун, то літак все рівно не загинув би. Стріляли з «Шилки». |
| — Командир 25-ї БрТрА полковник Дмитро Мимриков. | |

Пройшло більше 40 діб перш ніж десантників поховали: українські військові збирали рештки тіл загиблих, влада домовлялася з терористами про коридор для евакуації, в Дніпрі проводились експертизи ДНК для ідентифікації.
Двоє із загиблих десантників — мешканці Кам'янського: старший солдат Авдєєв Костянтин Сергійович і солдат Лісной Сергій Володимирович.
25 липня 2014 року з двома десантниками попрощались у Кам'янському, їх поховали на військовому кладовищі Соцміста.
Вдома у Сергія залишились мати, дружина і маленька донька.

## Нагороди та відзнаки
- Орден «За мужність» III ст. (20.06.2014, посмертно) — за особисту мужність і героїзм, виявлені у захисті державного суверенітету та територіальної цілісності України, вірність військовій присязі та незламність духу[6].
- Нагрудний знак «За оборону Луганського аеропорту» (посмертно).
- Пам'ятна відзнака міського голови м. Кам'янське Нагрудний знак «Захисник України» (11.10.2016, посмертно).

## Вшанування пам'яті
- 13-14 червня 2015 року в м. Кам'янське проведено Кубок пам'яті героїв, присвячений футболістам Сергію Лісному і Володимиру Жаркову. В кубку взяли участь 13 міських футбольних команд. Кубок став традиційним і проводиться щорічно[7][8].
- 13 червня 2015 року в Дніпрі на Алеї Героїв до роковин загибелі військових у збитому терористами літаку Іл-76 встановили пам'ятні плити з іменами загиблих воїнів[9].
- 18 червня 2016 року на території військової частини А1126 в смт Гвардійське урочисто відкрили пам'ятник воїнам-десантникам 25-ї повітряно-десантної бригади, які героїчно загинули під час бойових дій в зоні проведення АТО. На гранітних плитах викарбувані 136 прізвищ, серед них і 40 десантників, які загинули у збитому літаку в Луганську[10].